# 123456789
123456789(一億二千三百四十五万六千七百八十九、いちおくにせんさんびゃくよんじゅうごまんろくせんななひゃくはちじゅうきゅう)は自然数、また整数において、123456788の次で123456790の前の数である。

## 性質
- 123456789は合成数であり、約数は 1, 3, 9, 3607, 3803, 10821, 11409, 32463, 34227, 13717421, 41152263, 123456789 である。
- 連続自然数を並べてできる9番目の数である。1つ前は12345678、次は12345678910。(オンライン整数列大辞典の数列 A007908)
- 最小の0が入らないパンデジタル数である。次は123456798。
  - この数を 2,4,5,7,8倍した数も0がないパンデジタル数になる。
    - 123456789×2=246913578
    - 123456789×4=493827156
    - 123456789×5=617283945
    - 123456789×7=864197523
    - 123456789×8=987654312

### 数学遊戯
「1から順に1桁の自然数を並べた数字」という特徴から、数式群に123456789が現れることがある。以下に例を示す。
- 8倍
  - 1×8+1=9
  - 12×8+2=98
  - 123×8+3=987
  - 1234×8+4=9876
  - 12345×8+5=98765
  - 123456×8+6=987654
  - 1234567×8+7=9876543
  - 12345678×8+8=98765432
  - 123456789×8+9=987654321
- 9倍
  - 1×9+2=11
  - 12×9+3=111
  - 123×9+4=1111
  - 1234×9+5=11111
  - 12345×9+6=111111
  - 123456×9+7=1111111
  - 1234567×9+8=11111111
  - 12345678×9+9=111111111
  - 123456789×9+10=1111111111

## その他 123456789 に関連すること
- 麻雀において同種の数牌で123・456・789と揃えると一気通貫という役になる。
- ソフトウェア擬似乱数発生器の実装において、123456789が使用される例が良くある。123456789は一見規則的な数だが、実は乱数的でもある。チャンパーノウン定数も参照。